# Денчо Знеполски
Денчо Знеполски (Младен Гюров Гигов) е деец на БРП (к). Участник в комунистическото партизанско движение по време на Втората световна война, партизанин от Трънския партизански отряд, командир на т. нар. Втора софийска народоосвободителна бригада. Български офицер, генерал-майор. Журналист.

## Биография
Денчо Знеполски е роден на 16 март 1920 г. в с. Ярловци, Трънско. Учи в гимназията в Трън, но не завършва поради участие в политическия живот. Член на РМС от 1935 г. и на БРП (к) от 1939 г. Три пъти арестуван от полицията между 1939 и 1943 г. за комунистическа дейност.
Участва в комунистическото съпротивително движение по време на Втората световна война. Преминава в нелегалност на 18 февруари 1943 г. Партизанин в партизанско подразделение на ЮНОА от 3 март до края на юни 1943 г. На 28 юли 1943 година, заедно със Стефан Рангелов и Славчо Цветков убиват секретар-бирника на главановската община.
Като партизанин е съратник на Славчо Трънски, Руси Христозов, Йорданка Чанкова, Владо Тричков, Боян Българанов, Дичо Петров, Светозар Вукманович-Темпо, Михайло Апостолски, Живоин Николич (Бърко), Андреас Дзимас, Гочо Гопин, майор Мостин Дейвис, полковник Бейли и майор Франк Томпсън. Поддържа връзка с британски военни мисии.
От септември 1943 до 9 септември 1944 г. последователно е началник-щаб на Трънския партизански отряд, командир на Втора софийска народоосвободителна бригада, заместник-командир (от 6 септември 1944) и командир на I бригада на Софийската народоосвободителна дивизия. На 18 май 1944 г. е произведен в звание полковник от Главния щаб на НОВА. Званието е потвърдено след завземането на властта от комунистите и техните съюзници, с Постановление на МС от 11 септември 1944 г. Един от оцелелите партизани в битката при Батулия на 23 май 1944 г.
Участва във войната срещу Германия. От септември до декември 1944 г. е командир на Първи гвардейски пехотен полк в първата фаза на българското участие във войната. На 28 септември неговата част води тежък бой в сръбския град Власотинци.
В 1945 г. завършва едногодишен курс за старши офицери във Военното училище. През 1946 г. е назначен за командир на Шести гвардейски пехотен полк от Първа гвардейска дивизия. Уволнява се по свое желание през декември 1947 г.
През март 1949 г. следва политикономия в МГУ „Михаил Ломоносов“ (Москва). Председател на Студентско земляческо дружество.
На 9 април 1951 г. е арестуван на летището в Букурещ и до 6 януари 1954 г. е в килиите на ДС и ТВО в Белене по обвинение, че е съмишленик на Трайчо Костов. Следствието е водено от съветския генерал Филатов и българските следователи Калоянов, Джананов, Пенчо Стоилов, кап. Христов. Разследван е от комисия на Политбюро на БКП. По време на разследванията Знеполски е принуден да прави самопризнания по абсурдни обвинения, като участието си в заговор за убийството на Йосиф Сталин.
През 1954 г. временно работи като журналист в сп. „София“. Член на СБЖ. Дипломира се и завършва висшето си образование в Москва (1955 – 1957).
През ноември 1957 г. е назначен за старши преподавател във Военно-техническата академия. Началник на катедра „Политикономия“ (1958). Повишен е във военно звание генерал-майор (19 септември 1959) и е назначен за началник на факултет и заместник-началник на Военната академия (1959). През 1964 г. е избран за секретар на партийната комисия към МНО. С Указ № 974/18 юни 1970 г. на министъра на народната отбрана армейски генерал Добри Джуров е уволнен от БНА и пенсиониран на основание на подаден личен рапорт от 1969 г.
Кандидат-член на ЦК на БКП (1966 – 1976). Народен представител от Трънския избирателен район в V народно събрание (1966 – 1971). Удостоен е със званието „Герой на социалистическия труд“ (указ № 438 от 14 март 1980), орден „Народна република България“ – III ст. (1959), II ст. (1964), I ст. (1970).
По негови записки вдовицата му Мария Знеполска съставя мемоарната му книга „Посмъртна изповед“, ИК „Христо Ботев“, С., 1997. Денчо Знеполски е запомнен и с фразата си на трънски диалект: „Фашистите ме бише и не бише, но от нашите кикъв бой сам ел, не могу ти га опишем“.